# Blanc
Blanc je priimek več oseb:
- Amédée-Ferdinand-Auguste Blanc, francoski general
- Anthony Blanc, ameriški rimskokatoliški nadškof
- Gaston-Samuel Blanc, francoski general
- Jean-Clément Blanc, francoski general
- Joseph-Felix Blanc, apostolski vikar
- Marie-Jean-Gustave Blanc, apostolski vikar